# 르완다의 행정 구역

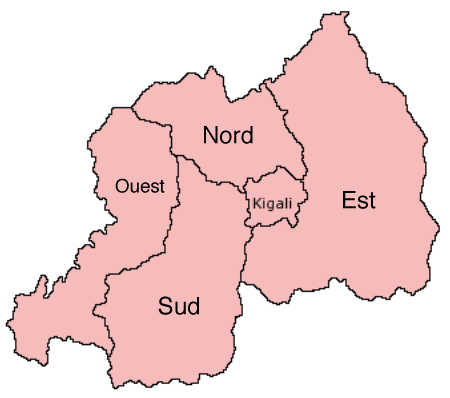
르완다의 행정 구역 (2006년 ~ 현재)

르완다는 2006년에 개편된 행정 구역에 따라 4개 주(intara)와 1개 시로 구성되어 있으며 이들 행정 구역은 40개 구(akarere)와 416개 지방 자치체(umujyi)로 나뉜다.
2006년 1월 1일 이전까지 르완다는 12개 주로 구성되어 있었지만 르완다 정부는 1994년에 일어난 르완다 집단살해를 계기로 일어난 기존 행정 구역의 문제점을 해결하기 위해 행정 구역을 새로 개편하기로 결정했다. 중앙 집권적인 기존 행정 구역이 집단살해를 조장한 원인으로 판단한 르완다 정부는 행정 구역의 권력을 기존 행정 구역에 비해 크게 분산시켰으며 새로 신설된 행정 구역은 기존 행정 구역에 비해 다민족 행정 구역으로 구성해서 민족에 따른 행정 구역 설정을 약하게 만들었다. 또한 새로 신설된 행정 구역은 과거 12개 행정 구역과 같이 르완다 집단살해와 관련된 지방 자치체를 갖지 않게 했다.

## 현행 행정 구역
- 남부주 (Province du Sud)
- 동부주 (Province de l'Est)
- 북부주 (Province du Nord)
- 서부주 (Province de l'Ouest)
- 키갈리 (Kigali)

## 기존 행정 구역
- 기세니주 (Gisenyi)
- 기콩고로주 (Gikongoro)
- 기타라마주 (Gitarama)
- 루헹게리주 (Ruhengeri)
- 부타레주 (Butare)
- 비움바주 (Byumba)
- 우무타라주 (Umutara)
- 치앙구구주 (Cyangugu)
- 키부예주 (Kibuye)
- 키붕고주 (Kibungo)
- 키갈리 (Kigali)

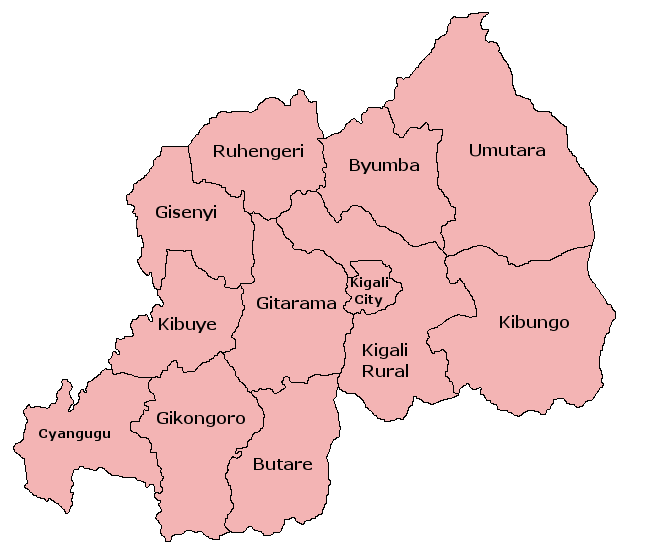
르완다의 행정 구역 (2006년 이전)

- 키갈리 교외주 (Kigali Rural)

## 같이 보기
- ISO 3166-2:RW